# Zaratán
Zaratán est une commune de la province de Valladolid dans la communauté autonome de Castille-et-León en Espagne.

## Sites et patrimoine
Les édifices et sites notables de la commune sont :
- Église paroissiale San Pedro Apóstol (es) (iglesia de San Pedro Apóstol) ;
- Ancienne chapelle Santa María de la Cruz ;
- Rollo jurisdiccional ;
- Maison d'un familiar del Santo Oficio.

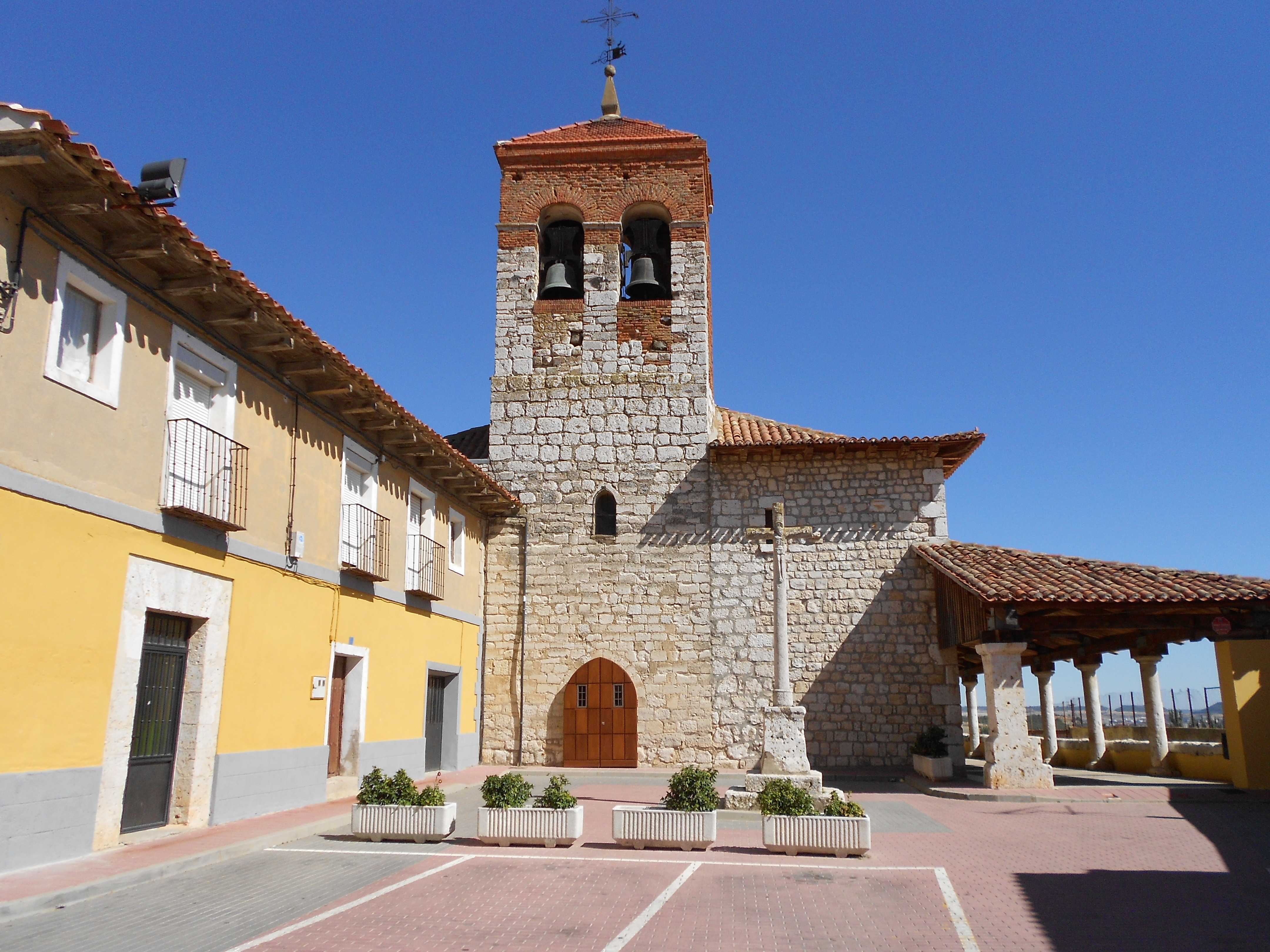
Église Saint-Pierre-Apôtre.
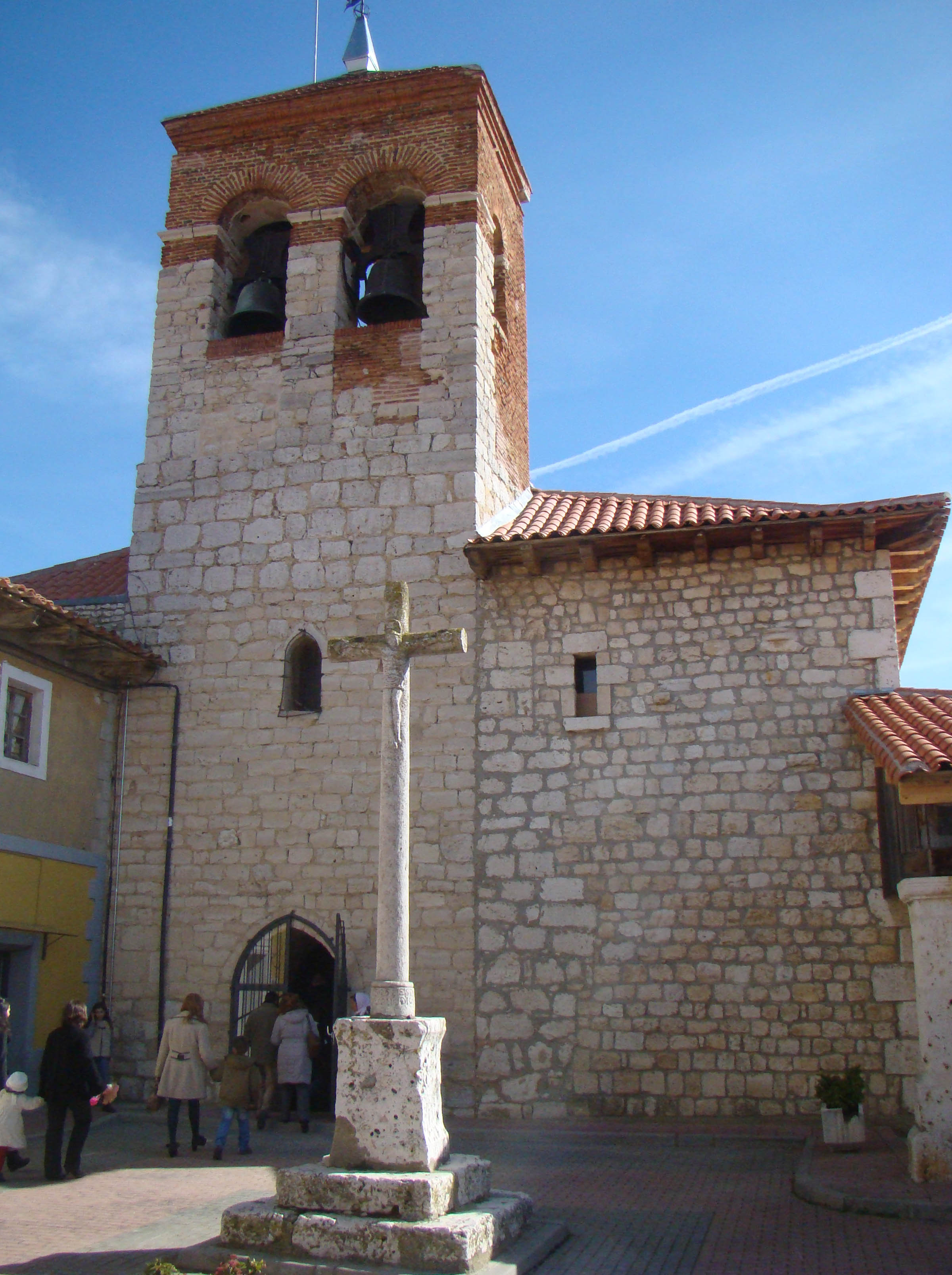
Église Saint-Pierre-Apôtre.
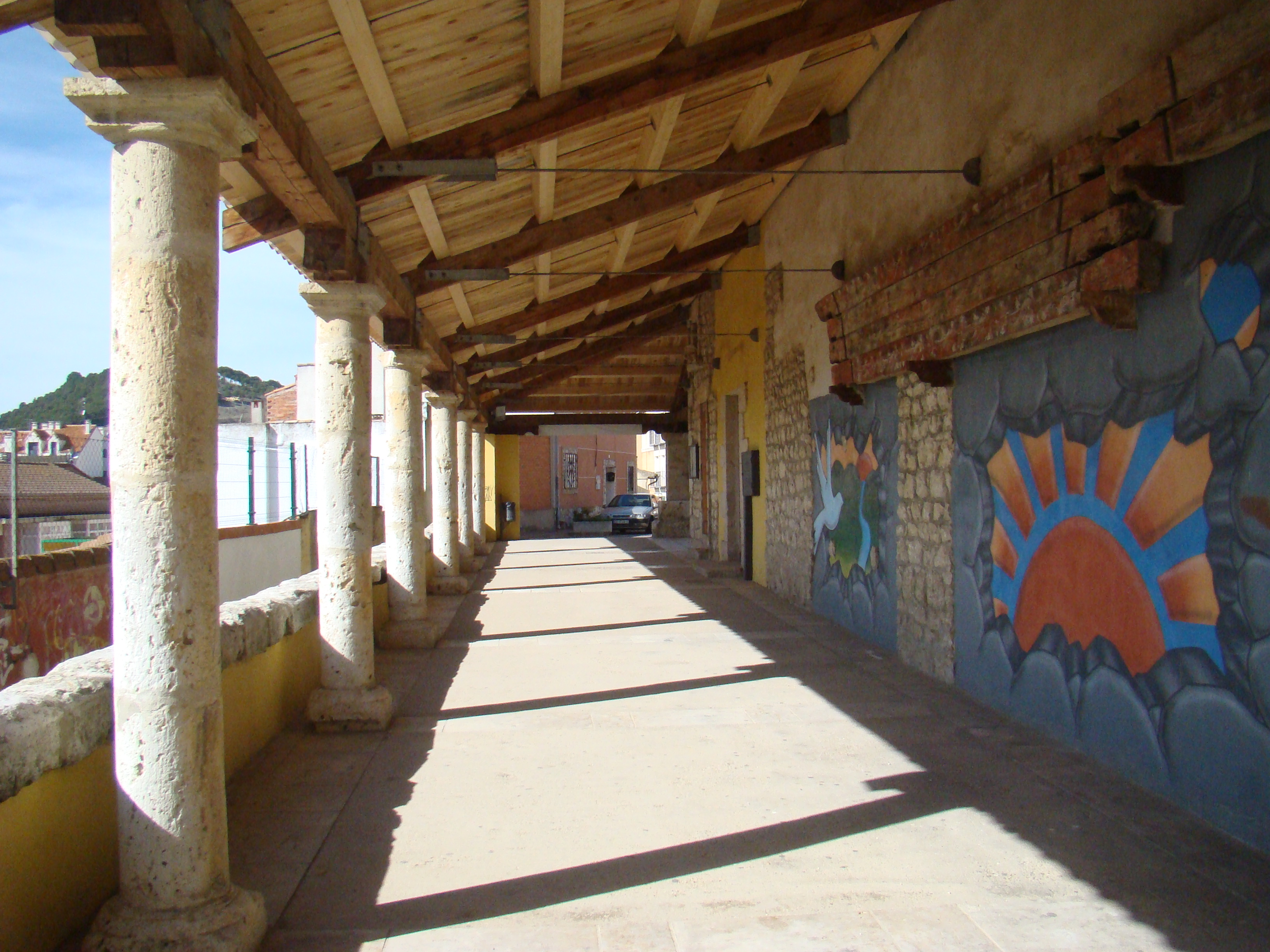
Église Saint-Pierre-Apôtre.
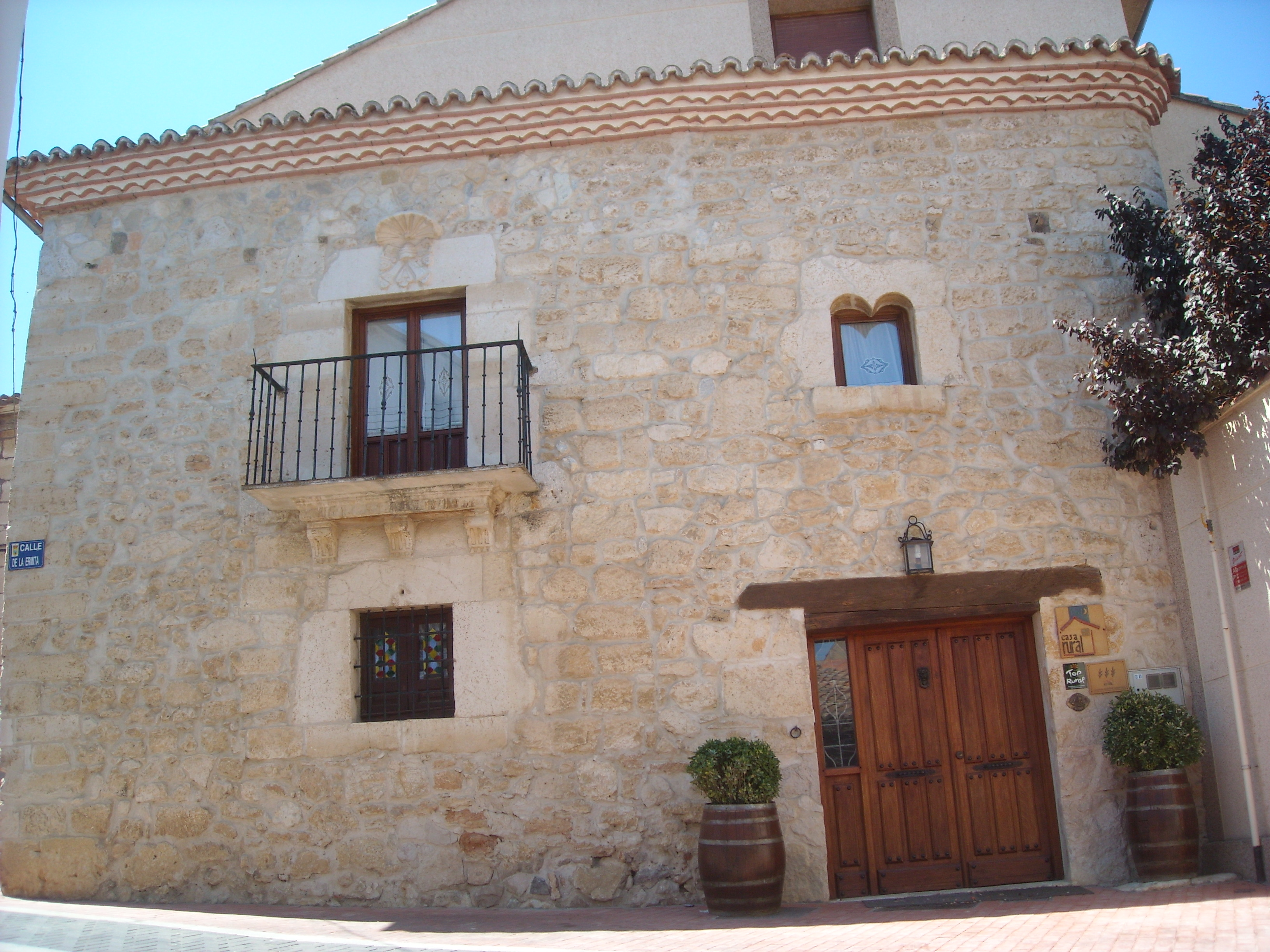
Ancienne chapelle Santa María de la Cruz.
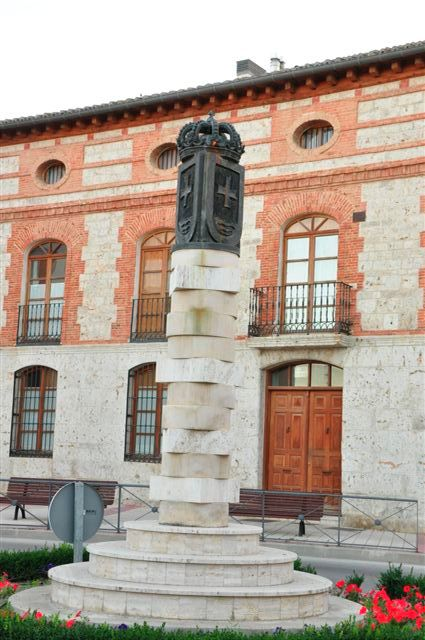
Rollo jurisdiccional.
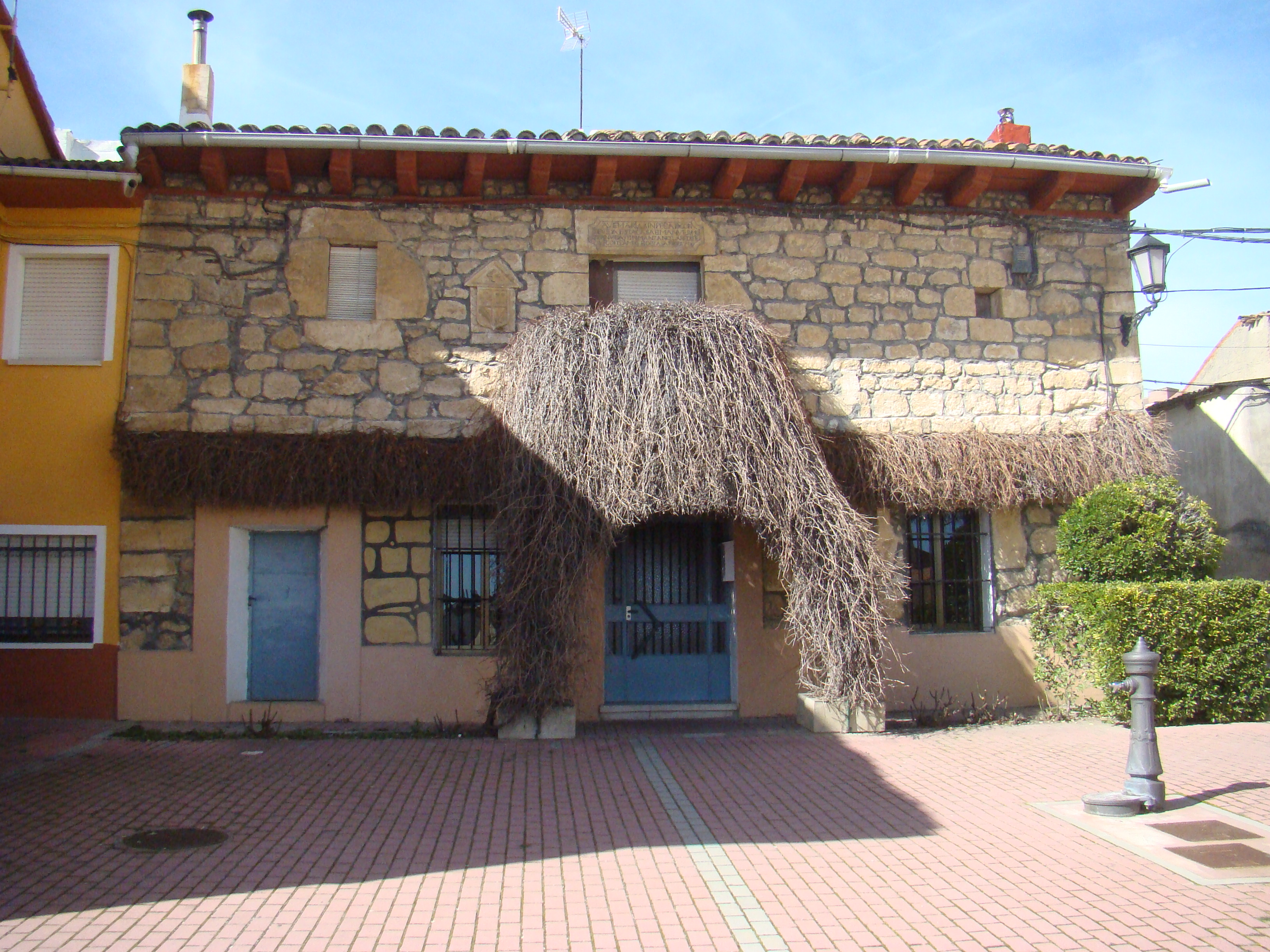
Maison d'un familiar del Santo Oficio.
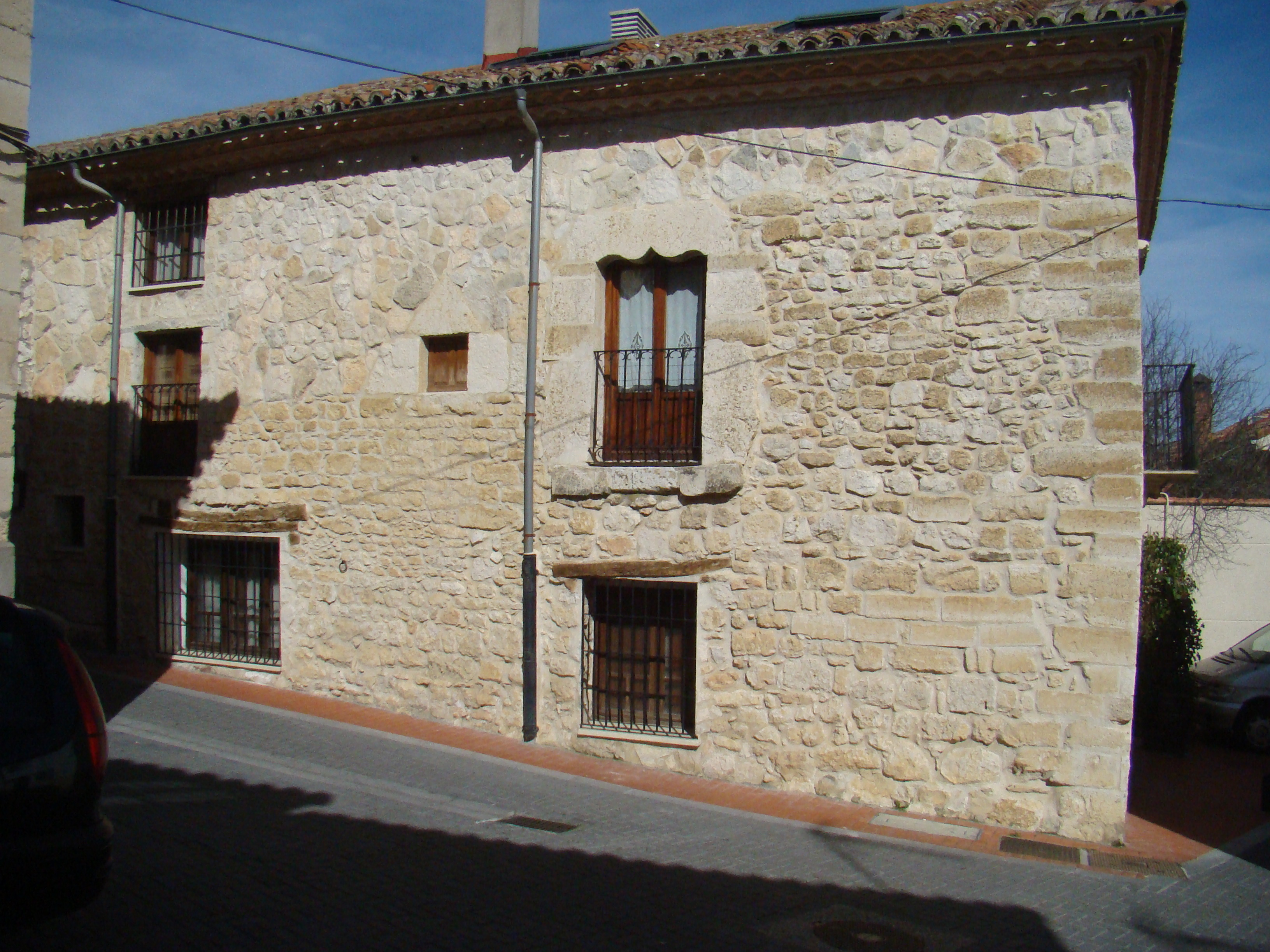
Maison du recteur de la paroisse, convertie en chapelle, puis aujourd'hui en maison rurale.